# Queso de Jenaro Herrera
El queso de Jenaro Herrera es un tipo de queso oriundo del distrito de Jenaro Herrera, en el oriente del Perú. Está preparado a base de leche de vaca y de búfalo de agua, desciende directamente del queso suizo.
La influencia cultural del queso está muy relacionada con su lugar de origen, siendo en la actualidad, un símbolo de Jenaro Herrera hasta el nivel de nombrarse como «la tierra del queso», y siendo una de las principales actividades a la que se dedica la población del distrito homónimo y el plato más representativo de la provincia de Requena.

## Historia

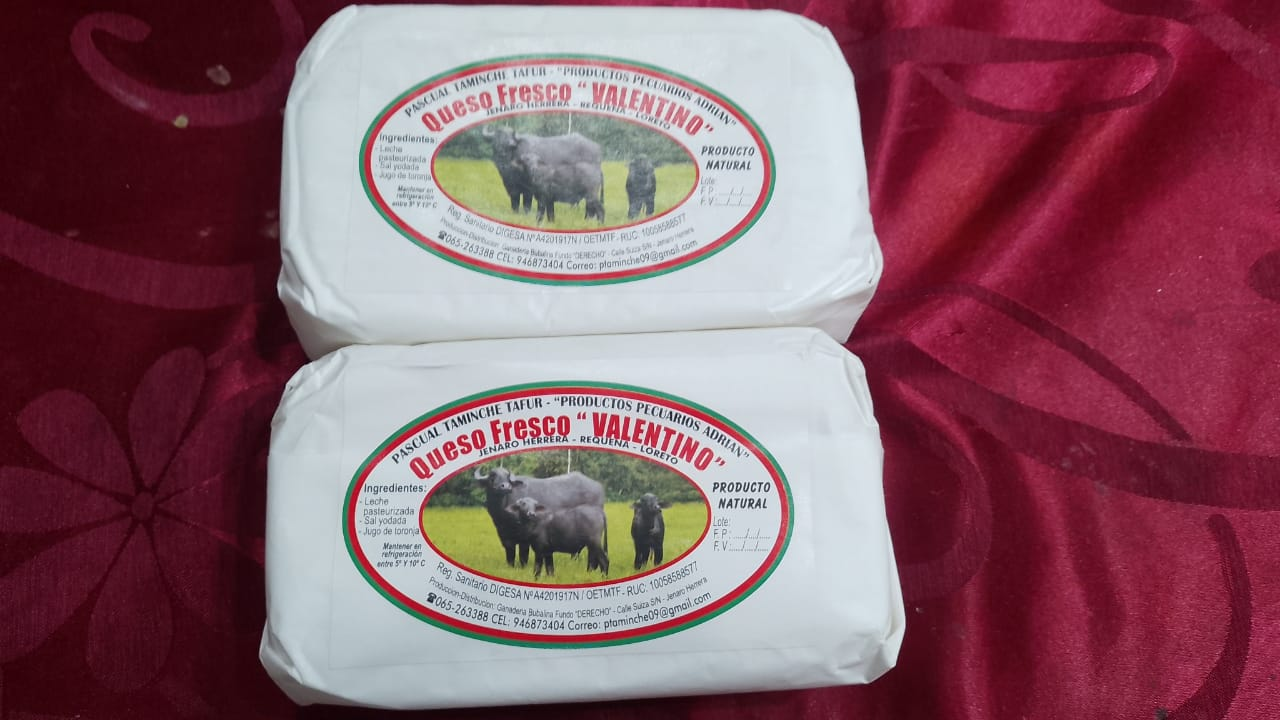
Quesos de Jenaro Herrera empaquetados para la venta al público.

El queso de Jenaro Herrera existe como consecuencia de un proyecto fracasado que la Agencia Suiza para Desarrollo y Cooperación (SDC) en colaboración con comunidades indígenas peruanas llevó a cabo en los años 1960, en donde la SDC enseñaría a dichas comunidades el negocio y desarrollo de productos lácteos y cárnicos para crear grupos empresariales de origen amerindio.
El idealismo inicial del proyecto pronto fue mermando al no haberse realizado estudios serios de la situación de los suelos amazónicos en la provincia de Requena y del departamento de Loreto, sitio en donde se encontraba el distrito, y aun menos de las relaciones socioculturales de los nativos que no tenían tradición ganadera o lechera, pues por su entorno estaban más relacionados milenariamente con la pesca, la caza y la cosecha por temporada, e incluso algunos seguían manteniendo un estilo de vida seminómadas que chochaba con la visión sedentaria de los europeos.
El investigador Jorge Gasché en su obra Sociedad bosquerina ¿Qué significa para los bosquesinos “autonomía”, “libertad”, “autoridad” y “democracia”? (2012) expresa que el proyecto quesístico de industria intensiva no podía encontrar concordia con el concepto del buen vivir amazónico pues:

...la búsqueda de ingresos se equilibra con el disfrute de las actividades sociales tradicionales (fiestas, mingas, etc.), así como de caza y pesca, que tanto les gustan.

Con la decadencia del proyecto, los funcionarios suizos perdían poco a poco el interés, y la mayoría de comunidades amerindias seguían mostrando un comportamiento apático o imprudente con las reses o maquinaria que se les entregaba, a tal punto de que los hombres suizos que estaban estacionados en Jenaro Herrera y mujeres indígenas preferían dedicarse al flirteo antes que a su verdadero objetivo para lo que les había asignado la SDC.
Ah pesar de los problemas, se llegó a desarrollar un pequeño nudo de productores alrededor de la trocha que unía Jenaro Herrera con la localidad de Colonia Angamos, en la frontera con Brasil, estos siguieron con los ideales del proyecto suizo, incluso ya sin la presencia de la SDC, y se mantuvieron como un enclave para la producción del queso y en menor medida de la leche, adhiriendo a la elaboración suiza métodos amazónicos propios y dándole identidad a su producto. 

## Descripción
Javier Pulgar Vidal en su obra Quesos para regiones Tropicales (1974), elaborado por encargo del Ministerio de Agricultura del Perú, llama al queso de Jenaro Herrera como «queso ucayalino» y menciona que le resulta interesante por ser de los pocos quesos provenientes de selva baja, sitio atípico para la producción de dicho producto, y por utilizar en su elaboración plantas amazónicas para su maduración.
Carlos Reyes en su obra En el mejor de los mundos (2001) relata que el queso de Jenaro Herrera se volvió un símbolo identitario del pueblo y del distrito, haciendo que el comportamiento indiferente de antaño de la población amerindia evolucione a uno de orgullo y defensa del producto.
En algunas ocasiones, por la lejanía de selva, grupos de narcotraficantes intentan hacer pasar kilos de droga elaborada en Requena como queso de Jenaro Herrera.